# Bieniczki
Bieniczki [pronunciación en polaco: /bjɛˈnit͡ʂki/] (en alemán: Klein Benz) es un pueblo ubicado en el distrito administrativo de Gmina Nowogard, dentro del condado de Goleniów, Voivodato de Pomerania Occidental, en el noroeste de Polonia. Se encuentra a unos 12 kilómetros al este de Nowogard, a 33 kilómetros al este de Goleniów, y a 53 kilómetros al noreste de la capital regional Szczecin.
El pueblo tiene una población de 160 habitantes.